# La vida sense tu
La vida sense tu (francès: À propos de Joan, alemany: Die Zeit, die wir teilen) és una pel·lícula dramàtica del 2022 dirigida per Laurent Larivière. La pel·lícula és protagonitzada per Isabelle Huppert, Lars Eidinger i Swann Arlaud. És una coproducció francesa, alemanya i irlandesa. S'ha doblat i subtitulat al català.
La pel·lícula es va estrenar al 72è Festival Internacional de Cinema de Berlín el 15 de febrer de 2022. En aquesta ocasió, Huppert va rebre l'Os d'Or Honorífic per tota la seva carrera.

## Sinopsi
Joan Verra és una dona independent, amorosa i amb un esperit lliure i aventurer. Quan el seu primer amor torna sense previ avís després d'anys d'absència, decideix no dir-li que van tenir un fill junts. Aquesta mentida per omissió és una oportunitat per a ella de revisar la seva vida: la seva joventut a Irlanda, el seu èxit professional, els seus amors i la seva relació amb el seu fill. Una vida aparentment plena, però que amaga un secret al qual haurà d'enfrontar-se.

## Repartiment
- Isabelle Huppert com a Joan Verra

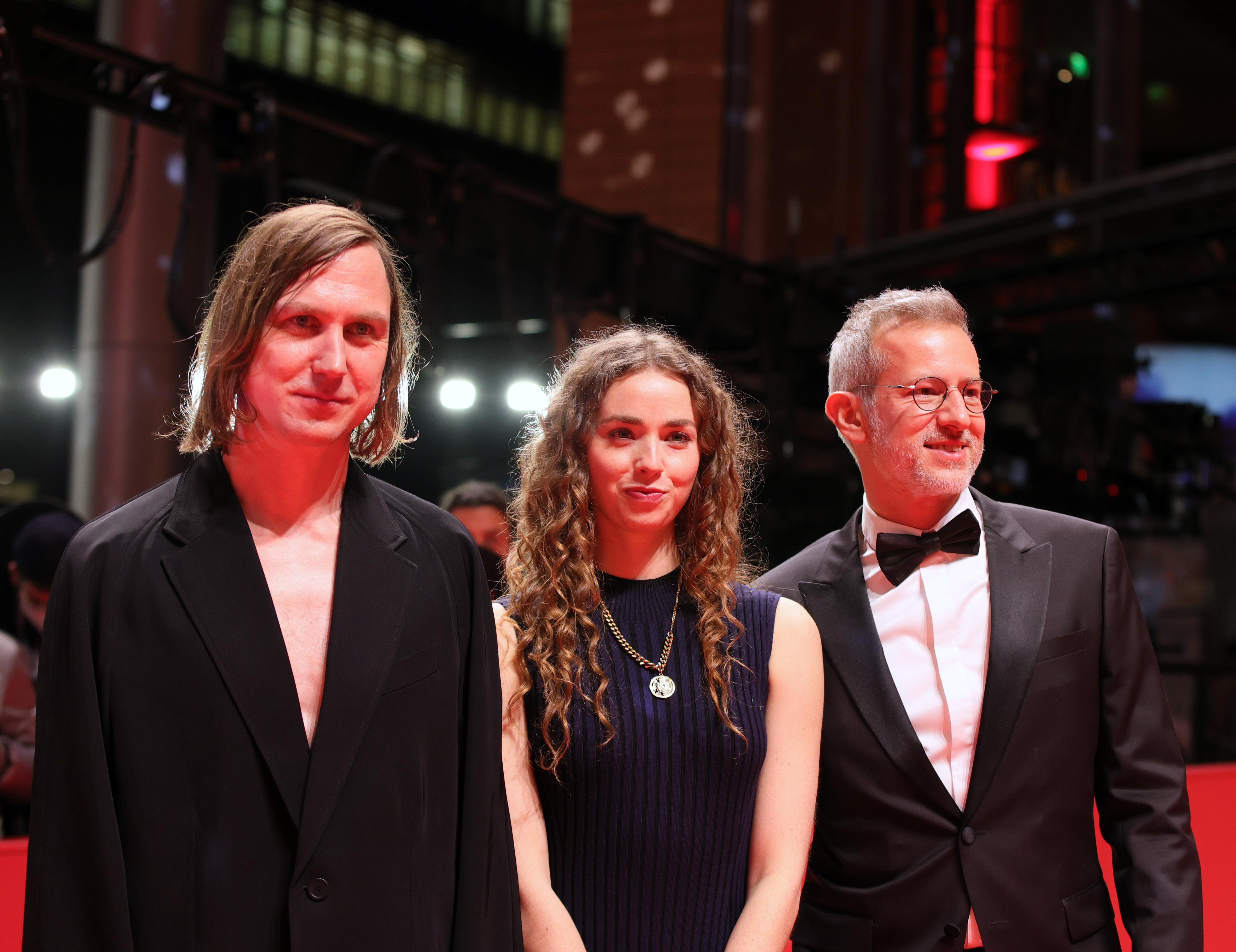
Lars Eidinger, Freya Mavor i Laurent Larivière a l'estrena de la pel·lícula al 71è Festival Internacional de Cinema de Berlín.

  - Freya Mavor com a Joan Verra, a la dècada de 1970
- Lars Eidinger com a Tim Ardenne
- Swann Arlaud com a Nathan Verra
  - Louis Broust com Nathan Verra, a la dècada de 1980
  - Dimitri Doré com Nathan Verra, a la dècada de 1990
- Florence Loiret-Caille com a Madeleine Verra
- Stanley Townsend com a Doug
  - Éanna Hardwicke com Doug, a la dècada de 1970
- Fabrice Scott com a James